# Kevin Freiberger
Kevin Freiberger (* 16. November 1988 in Essen) ist ein deutscher Fußballspieler.

## Karriere
Das 1,79 m große Offensivtalent begann seine Karriere bei dem ostwestfälischen Verein SC Verl, als dessen größtes Talent er schon bald galt. Zur Saison 2010/11 folgte der Wechsel zum VfL Bochum, in dessen zweiter Mannschaft er sich auch für Einsätze in der Profielf empfahl.
Am 2. März 2012 (24. Spieltag) bestritt Freiberger schließlich bei der 0:2-Heimniederlage gegen Dynamo Dresden sein Profidebüt, als er in der 66. Minute für Daniel Ginczek eingewechselt wurde. Zur Saison 2012/13 wechselte Freiberger zum Wacker Burghausen. Nachdem er im ersten Halbjahr dort jedoch nur neun torlose Einsätze bekam, wobei er nur einmal durchspielte, wechselte er am 30. Januar 2013 zum Regionalligisten Sportfreunde Lotte.
Zur Saison 2014/15 wechselte Freiberger zum Drittligisten VfL Osnabrück. Dort kam er unter Trainer Maik Walpurgis in der Hinrunde auf lediglich vier Kurzeinsätze. Für die Rückrunde wurde er bis Saisonende an den Regionalligisten Rot-Weiss Essen ausgeliehen.
Im Sommer 2015 wechselte er ablösefrei zurück zu den Sportfreunden Lotte in die Regionalliga West, mit denen er am Saisonende 2015/16 – auch dank 15 eigener Tore – die Meisterschaft gewann. In den Aufstiegsspielen zur 3. Liga setzte man sich gegen Waldhof Mannheim durch. Nach zwei Jahren in der dritten Liga mit den Sportfreunden aus Lotte unterschrieb er zur Saison 2018/19 einen Vertrag bei Rot-Weiss Essen.
Zu Saisonbeginn erlitt er einen Kreuzbandriss, so dass er bei RWE nur auf zwei Einsätze in der Regionalliga kam. Nach nur einem Jahr kehrte er nach Lotte zurück, von wo er zur Saison 2020/21 in die Regionalliga Nordost zum Chemnitzer FC wechselte. Im Juni 2022 wurde bekanntgegeben, dass Freiberger aus familiären Gründen nach Nordrhein-Westfalen zurückkehren werde.
Am 1. Juni 2022 wechselte Freiberger zum FC Gütersloh. Mit der Mannschaft wurde er Meister der Oberliga Westfalen und gewann den Westfalenpokal.

## Erfolge
- Aufstieg in die 3. Liga 2016
- Sachsenpokal-Sieger: 2020, 2022
- Meister der Oberliga Westfalen 2023
- Westfalenpokalsieger 2023